# ديفيد هوارد هاريسون
ديفيد هوارد هاريسون هو سياسي كندي، ولد في 1 يونيو 1843 في كندا، وتوفي بنفس المكان في 8 سبتمبر 1905. حزبياً، نشط في Progressive Conservative Party of Manitoba ‏. انتخب member of the Legislative Assembly of Manitoba ‏ (9 ديسمبر 1886 – 11 يوليو 1888) وانتخب member of the Legislative Assembly of Manitoba ‏ (23 يناير 1883 – 9 ديسمبر 1886) وانتخب Premier of Manitoba ‏ (26 ديسمبر 1887 – 19 يناير 1888).